# Кормолен
Кормолен (фр. Cormolain) насеље је и општина у северној Француској у региону Доња Нормандија, у департману Калвадос која припада префектури Баје.
По подацима из 2011. године у општини је живело 395 становника, а густина насељености је износила 35,78 становника/km². Општина се простире на површини од 11,04 km². Налази се на средњој надморској висини од 130 метара (максималној 180 m, а минималној 68 m).

## Демографија
| 1962. | 1968. | 1975. | 1982. | 1990. | 1999. | 2011. |
| ----- | ----- | ----- | ----- | ----- | ----- | ----- |
| 528   | 544   | 436   | 451   | 397   | 356   | 395   |

График промене броја становника у току последњих година